# Republika Rzymska (XIX wiek)
Republika Rzymska – krótko istniejące państwo w Italii podczas Wiosny Ludów, obejmujące terytorium Państwa Kościelnego.
W 1848 roku w Państwie Kościelnym doszło do wystąpień rewolucyjnych związanych z ruchem na rzecz zjednoczenia Włoch. W ich wyniku 24 listopada 1848 roku papież Pius IX musiał opuścić Rzym i udać się na wygnanie do Gaety na terytorium Królestwa Obojga Sycylii. 29 stycznia 1849 roku, po raz pierwszy w historii Państwa Kościelnego, odbyły się powszechne wybory. Rezultatem wyborów było ogłoszenie konstytucji i proklamowanie 9 lutego 1849 roku Republiki Rzymskiej. Na czele republiki stanął triumwirat, w skład którego weszli Carlo Armellini, Giuseppe Mazzini i Aurelio Saffi. W kraju wprowadzono wolność religijną.
Zmiany te zaniepokoiły Francję. Na rozkaz prezydenta Karola Bonaparte (późniejszy cesarz Napoleon III) 25 kwietnia 1849 roku na terytorium Italii wkroczyły wojska francuskie.
27 kwietnia do Rzymu przybył, z zamiarem bronienia republiki, Giuseppe Garibaldi. 30 kwietnia Garibaldi pokonał wojska francuskie. Francuzi szybko jednak podjęli nową ofensywę, w rezultacie rozpoczynając 1 czerwca oblężenie Rzymu. 29 czerwca wojska francuskie wkroczyły do Wiecznego Miasta. W sierpniu Bonaparte zezwolił Piusowi IX na powrót do Rzymu, pod warunkiem przeprowadzenia w kraju reform. Papież powrócił do Rzymu 12 kwietnia 1850 roku.